# Betty Ann Davies
Betty Ann Davies (Londra, 24 dicembre 1910 – Manchester, 14 maggio 1955) è stata un'attrice britannica.

## Biografia
Proveniente da una famiglia di lunga tradizione artistica, sua nonna, Zoe Davies, fu la prima donna ad essere sparata da un cannone in uno spettacolo circense, mentre suo fratello, Jack Davies è stato un bravo sceneggiatore ed attore. Dotata di grande talento, fece il suo esordio come attrice teatrale al teatro London Palladium di Westminster, nel 1924. L'anno successivo venne scritturata per una delle riviste del celebre autore Charles B. Cochran dal titolo One Dam Thing After Another. La sua prima apparizione cinematografica fu nella commedia britannica del regista Lupino Lane, My Old Duchess del 1933. Ha recitato in circa trentotto pellicole, tra le quali sono da annoverare L'avventuriero della Malesia, Sogno d'amanti e Il segreto della porta chiusa. Suo nipote, John Howard Davies, è stato un celebre giovane attore prodigio.

## Filmografia parziale
- My Old Duchess, regia di Lupino Lane (1933)
- Death at Broadcasting House, regia di Reginald Denham (1934)
- Youthful Folly, regia di Miles Mander (1934)
- Joy Ride, regia di Harry Hughes (1935)
- Play Up the Band, regia di Harry Hughes (1935)
- Excuse My Glove, regia di Redd Davis (1936)
- She Knew What She Wanted, regia di Thomas Bentley (1936)
- Chick, regia di Michael Hankinson (1936)
- Tropical Trouble, regia di Harry Hughes (1936)
- Radio Lover, regia di Paul Capon, Austin Melford (1936)
- Lucky Jade, regia di Walter Summers (1937)
- Il fuggitivo (Escape), regia di Joseph L. Mankiewicz (1948)
- Sogno d'amanti (The Passionate Friends), regia di David Lean (1949)
- Trio, regia di Ken Annakin e Harold French (1950)
- I giovani uccidono (The Blue Lamp), regia di Basil Dearden (1950)
- Il segreto della porta chiusa (The Woman with No Nome), regia di Ladislao Vajda (1950)
- L'avventuriero della Malesia (Outcast of the Islands), regia di Carol Reed (1951)
- Delitto per procura (Murder by Proxy), regia di Terence Fisher (1954)
- The Belles of St. Trinian's, regia di Frank Launder (1954)
- Alias John Preston, regia di David MacDonald (1955)